# UCI-BMX-Freestyle-Weltcup

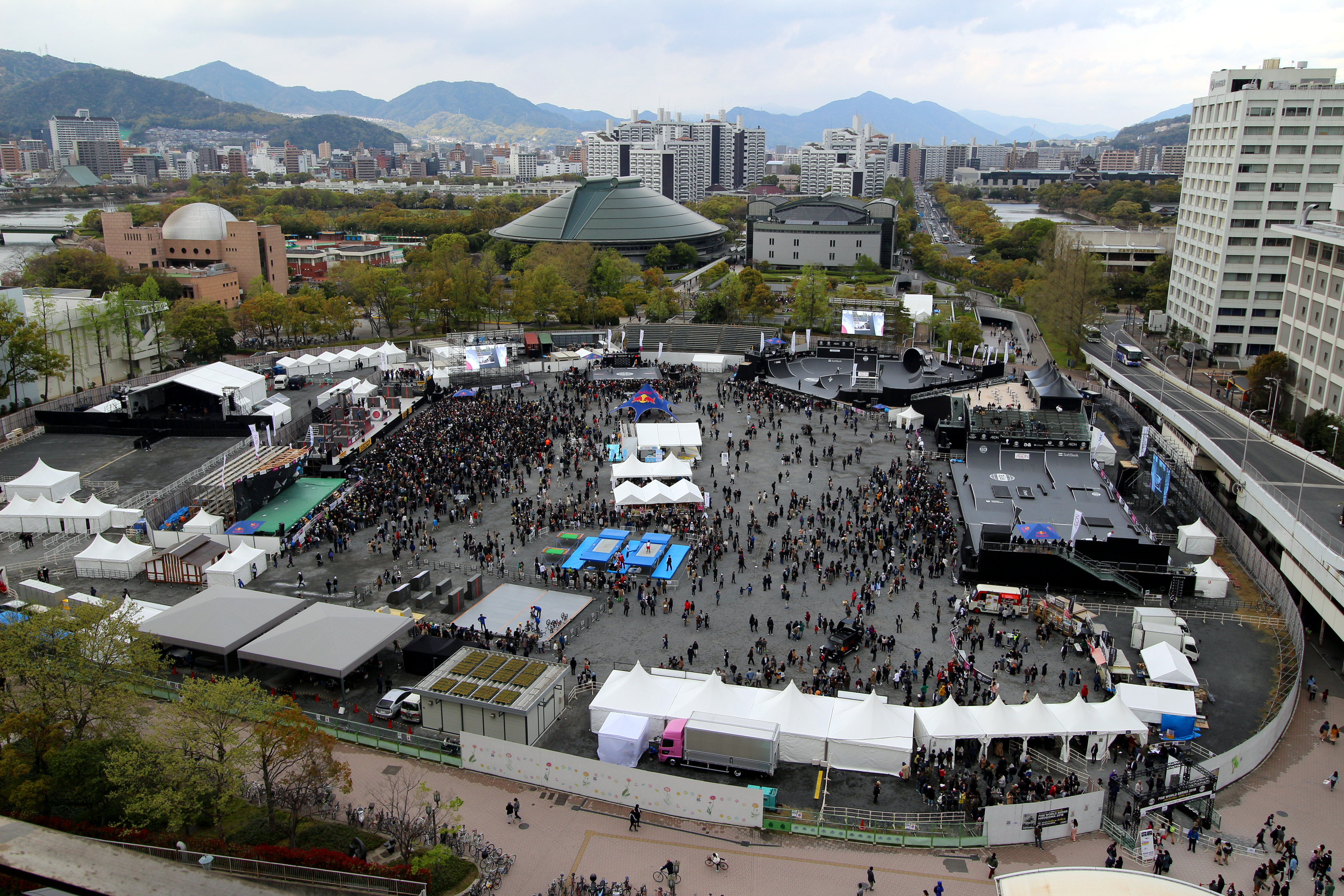
Austragung des Weltcups 2018 in Hiroshima mit den Anlagen für Park (hinten rechts) und Flatland (hinten links).

Der UCI-BMX-Freestyle-Weltcup ist eine vom Radsport-Weltverband UCI ausgerichtete Serie von Wettkämpfen im BMX-Freestyle, die jährlich an wechselnden Orten in mehreren Ländern stattfindet. Sie ist neben den Urban-Cycling-Weltmeisterschaften die zweite wichtige UCI-Veranstaltung in dieser Disziplin.

## Geschichte
Nachdem sich BMX-Freestyle längere Zeit außerhalb des Weltverbands entwickelt hatte, verkündete die UCI 2015, sich künftig auch dieser Disziplin zu widmen, zunächst in der Variante Park. Dieser Schritt erfolgte mit dem Ziel einer Aufnahme in die Olympischen Spiele, was 2020 geschah. Anfang 2016 erließ die UCI erstmals Regeln für Park-Wettkämpfe, die auch die Schaffung eines Weltcups bestimmten. Die Ausrichtung desselben übertrug die UCI an die Hurricane Company, die den Weltcup im Rahmen ihrer FISE World Series organisiert.
2018 wurde zusätzlich die Variante Flatland ins UCI-Regelwerk sowie in den Weltcup aufgenommen, der dabei seinen heutigen Namen erhielt; zuvor hatte er UCI-Freestyle-Park-Weltcup geheißen. Flatland war bereits Teil der FISE World Series gewesen.
Der Weltcup besteht seit seiner Gründung aus drei bis fünf Runden pro Jahr auf verschiedenen Kontinenten. Eine feste Einrichtung ist die Runde im französischen Montpellier, wo die ausrichtende Gesellschaft ihren Sitz hat. Infolge der Corona-Pandemie wurden die Weltcup-Runden 2020 erst verschoben und dann endgültig abgesagt. Auch 2021 gab es keinen Weltcup. Beim Wiederbeginn 2022 wurde das Programm im Flatland gegenüber Park deutlich reduziert, es fand lediglich beim Weltcuplauf in Montpellier statt; auch 2023 war dies so. 2024 wurde erstmals wieder ein volles Programm in beiden Wettbewerben ausgetragen.

## Modus
Die Modalitäten des Weltcups werden durch Abschnitt 6bis.9  des UCI-Regelwerks definiert. Weltcups werden in den Varianten Park und Freestyle jeweils für Männer und Frauen der Kategorie Elite durchgeführt, die im BMX-Freestyle bei 15 Jahren beginnt. Für die Teilnahme am Weltcup sind mindestens 50 Weltranglistenpunkte notwendig; Länder, in denen kein Fahrer dieses Kriterium erfüllt, dürfen dennoch einen Teilnehmer entsenden. Die ersten 50 jedes Weltcup-Laufs erhalten Punkte gemäß untenstehender Tabelle, die zugleich für die Weltrangliste zählen.
| Platz  | 1    | 2   | 3   | 4   | 5   | … | 10  | … | 16  | … | 20  | … | 23 | … | 50 |
| Punkte | 1000 | 900 | 820 | 770 | 720 | … | 470 | … | 230 | … | 110 | … | 50 | … | 1  |

Eine Weltcup-Veranstaltung dauert in der Regel drei bis vier Tage, wobei zunächst über Qualifikation und Halbfinale die Finalisten ermittelt werden, die dann am letzten Tag den Sieg unter sich ausmachen. Im Park wird das Finale üblicherweise von den besten zwölf bestritten, im Flatland von den besten acht. In den untenstehenden Ergebnislisten ist der Einfachheit halber stets das Datum der Finals angegeben.

## Statistiken
Bis einschließlich 2024 gab es sieben Austragungen des Weltcups mit insgesamt 26 Läufen. Diese fanden in Europa, Asien, Amerika und in einem Fall in Australien statt. Park wurde jedes Mal ausgetragen, Flatland nur in fünf Jahren mit insgesamt 12 Läufen.
Im Laufe der Zeit beteiligten sich etwa 40 Nationen an mindestens einem Weltcup-Event, mit reger Teilnahme aus allen Kontinenten außer Afrika. Auch die Sieger der Gesamtwertungen kamen aus vier verschiedenen Kontinenten, womit BMX-Freestyle zusammen mit Bahnradsport als die geographisch ausgewogenste Radsport-Disziplin gelten darf.
Die Zahl der Teilnehmer ist im Park deutlich größer als im Flatland und bei Männern wiederum deutlich größer als bei Frauen. Im Park der Männer gibt es im Schnitt etwa 70 Teilnehmer, während es im Flatland der Frauen allenfalls ein Dutzend sind.
Auf den Podiums der Einzelwertungen konnten sich Fahrer aus insgesamt 19 Nationen platzieren. Ungeachtet dieser Vielfalt sind in drei der vier Wertungen jeweils einzelne Athleten dominant: Im Park der Männer ist Logan Martin mit drei Gesamt- und neun Einzelsiegen klar am erfolgreichsten. Noch eklatanter ist die Überlegenheit von Hannah Roberts im Park der Frauen, die sechs Gesamtwertungen sowie 15 Einzelsiege für sich beanspruchen kann. Im Flatland der Frauen gewann Misaki Katagiri alle sieben Läufe der Saisons 2018 und 2019. Ausgeglichen geht es hingegen im Flatland der Männer zu, wo aus zwölf Läufen neun verschiedene Sieger hervorgingen.

## Gesamtsieger

### Park Männer
| Jahr                            | Erster           | Zweiter          | Dritter            |
| ------------------------------- | ---------------- | ---------------- | ------------------ |
| 2016                            | Logan Martin     | Daniel Dhers     | Nick Bruce         |
| 2017                            | Daniel Dhers     | Logan Martin     | Alex Coleborn      |
| 2018                            | Marin Ranteš     | Daniel Dhers     | Nick Bruce         |
| 2019                            | Rimu Nakamura    | Logan Martin     | Justin Dowell      |
| 2020 und 2021 nicht ausgetragen |                  |                  |                    |
| 2022                            | Logan Martin     | Anthony Jeanjean | Marcus Christopher |
| 2023                            | Logan Martin     | Kieran Reilly    | Anthony Jeanjean   |
| 2024                            | Anthony Jeanjean | Rimu Nakamura    | Nick Bruce         |

### Park Frauen
| Jahr                            | Erste          | Zweite          | Dritte                |
| ------------------------------- | -------------- | --------------- | --------------------- |
| 2016                            | Hannah Roberts | Cory Coffey     | Nikita Ducarroz       |
| 2017                            | Hannah Roberts | Nikita Ducarroz | Macarena Pérez        |
| 2018                            | Hannah Roberts | Lara Lessmann   | Nikita Ducarroz       |
| 2019                            | Hannah Roberts | Perris Benegas  | Lara Lessmann         |
| 2020 und 2021 nicht ausgetragen |                |                 |                       |
| 2022                            | Hannah Roberts | Nikita Ducarroz | Charlotte Worthington |
| 2023                            | Hannah Roberts | Sun Sibei       | Zhou Huimin           |
| 2024                            | Minato Oike    | Miharu Ozawa    | Sasha Pardoe          |

### Flatland Männer
| Jahr                            | Erster           | Zweiter           | Dritter              |
| ------------------------------- | ---------------- | ----------------- | -------------------- |
| 2018                            | Matthias Dandois | Alexandre Jumelin | Jean William Prévost |
| 2019                            | Matthias Dandois | Dominik Nekolný   | Moto Sasaki          |
| 2020 und 2021 nicht ausgetragen |                  |                   |                      |
| 2022                            | Kio Hayakawa     | Yu Shoji          | Moto Sasaki          |
| 2023                            | Yu Shoji         | Kio Hayakawa      | Jean William Prévost |
| 2024                            | Yu Shoji         | Kio Hayakawa      | Jean William Prévost |

### Flatland Frauen
| Jahr                            | Erste           | Zweite          | Dritte           |
| ------------------------------- | --------------- | --------------- | ---------------- |
| 2018                            | Misaki Katagiri | Eri Funatsu     | Céline Vaes      |
| 2019                            | Misaki Katagiri | Irina Sadovnik  | Céline Vaes      |
| 2020 und 2021 nicht ausgetragen |                 |                 |                  |
| 2022                            | Julia Preuss    | Jeanne Seigneur | Mélissa Droll    |
| 2023                            | Aude Cassagne   | Kirara Nakagawa | Sakura Kawaguchi |
| 2024                            | Nina Suzuki     | Ayuna Miyashima | Yui Kiyomune     |